# 奧特加氏下臀電鰻
奧特加氏下臀電鰻，為輻鰭魚綱電鰻目短吻電鰻科的其中一種，為熱帶淡水魚，分布於南美洲秘魯亞馬遜河流域，體長可達11.4公分，棲息在底中層水域，生活習性不明。

## 扩展阅读
維基物種上的相關：奧特加氏下臀電鰻